# Conferencia Oeste de la NBA
La Conferencia Oeste es una de las dos conferencias, junto a la Conferencia Este, que componen la estructura organizativa de la NBA. Fundada en 1946, ambas están compuestas por quince equipos y organizadas en tres divisiones de cinco equipos cada una.
Se llamó "Western Division" ("División Oeste") hasta 1970, cuando se renombró a ""Western Conference" ("Conferencia Oeste").
En total, por cada conferencia se clasifican 8 equipos. Los líderes de cada división se clasifican matemáticamente para disputar los playoffs, mientras que los 5 equipos restantes serán los que posean mejor balance victorias-derrotas.

## Equipos
| Equipo                 | División  | Localización              | Año           | Desde               |
| Equipo                 | División  | Localización              | Unión         | Unión               |
| ---------------------- | --------- | ------------------------- | ------------- | ------------------- |
| Dallas Mavericks       | Southwest | Dallas, Texas             | 1989-presente | —†                  |
| Denver Nuggets         | Northwest | Denver, Colorado          | 1976-presente | ABA±                |
| Golden State Warriors  | Pacific   | San Francisco, California | 1962-presente | Eastern Division    |
| Houston Rockets        | Southwest | Houston, Texas            | 1967-presente | —† Conferencia Este |
| Los Angeles Clippers   | Pacific   | Los Ángeles, California   | 1978-presente | Conferencia Este    |
| Los Angeles Lakers     | Pacific   | Los Ángeles, California   | 1948-presente | —†                  |
| Memphis Grizzlies      | Southwest | Memphis, Tennessee        | 1995-presente | —†                  |
| Minnesota Timberwolves | Northwest | Mineápolis, Minnesota     | 1989-presente | —†                  |
| New Orleans Pelicans   | Southwest | Nueva Orleans, Luisiana   | 2004-presente | Conferencia Este    |
| Oklahoma City Thunder  | Northwest | Oklahoma City, Oklahoma   | 1967-presente | —†                  |
| Phoenix Suns           | Pacific   | Phoenix, Arizona          | 1968-presente | —†                  |
| Portland Trail Blazers | Northwest | Portland, Oregón          | 1970-presente | —†                  |
| Sacramento Kings       | Pacific   | Sacramento, California    | 1948-presente | —† Conferencia Este |
| San Antonio Spurs      | Southwest | San Antonio, Texas        | 1980-presente | Conferencia Este    |
| Utah Jazz              | Northwest | Salt Lake City, Utah      | 1979-presente | Conferencia Este    |

1. ↑  Los New Orleans Hornets fueron recolocados temporalmente en Oklahoma City debido a los efectos del huracán Katrina. La mayor parte de los partidos se jugaron en Oklahoma City, mientras que unos pocos pudieron disputarse en New Orleans.

### Antiguos equipos
| Equipo | Localización                                                            | Año            | Desde                                | Año            | A                                                  | Conferencia actual                         |
| Equipo | Localización                                                            | Unión          | Unión                                | Baja           | Baja                                               | Conferencia actual                         |
| --- | ----------------------------------------------------------------------- | -------------- | ------------------------------------ | -------------- | -------------------------------------------------- | ------------------------------------------ |
| Anderson Packers | Anderson, Indiana                                                       | 1949           | —†                                   | 1950           | Desaparecido                                       | Desaparecido                               |
| Tri-Cities Blackhawks (1949-1951) Milwaukee Hawks (1951-1955) St. Louis Hawks (1955-1968) Atlanta Hawks (1968-presente) | Moline, Illinois Milwaukee, Wisconsin San Luis, Misuri Atlanta, Georgia | 1949           | —*                                   | 1970           | Conferencia Este                                   | Conferencia Este                           |
| Baltimore Bullets | Baltimore, Maryland                                                     | 1947           | —†                                   | 1948           | Eastern Division                                   | Desaparecido                               |
| Charlotte Hornets | Charlotte, Carolina del Norte                                           | 1989           | Conferencia Este                     | 1990           | Conferencia Este                                   | Conferencia Este                           |
| Chicago Bulls | Chicago, Illinois                                                       | 1966           | —†                                   | 1980           | Conferencia Este                                   | Conferencia Este                           |
| Chicago Packers (1961-1962) Chicago Zephyrs (1962-1963) Baltimore Bullets (1962-1973)                                   | Chicago, Illinois Baltimore, Maryland                                   | 1961           | —†                                   | 1966           | Eastern Division                                   | Conferencia Este (como Washington Wizards) |
| Chicago Stags | Chicago, Illinois                                                       | 1946           |                                      | 1949           | Central Division                                   | Desaparecido                               |
| Cleveland Rebels | Cleveland, Ohio                                                         | 1946           |                                      | 1947           | Desaparecido                                       | Desaparecido                               |
| Denver Nuggets | Denver, Colorado                                                        | 1949           | —*                                   | 1950           | Desaparecido                                       | Desaparecido                               |
| Detroit Falcons | Detroit, Míchigan                                                       | 1946           |                                      | 1947           | Desaparecido                                       | Desaparecido                               |
| Fort Wayne Pistons (1948-1957) Detroit Pistons (1957-presente)                                                          | Fort Wayne, Indiana Detroit, Míchigan                                   | 1948 1950 1970 | —* Central Division Eastern Division | 1949 1967 1978 | Central Division Eastern Division Conferencia Este | Conferencia Este                           |
| Indiana Pacers | Indianápolis, Indiana                                                   | 1976           | ABA±                                 | 1979           | Conferencia Este                                   | Conferencia Este                           |
| Indianapolis Jets | Indianápolis, Indiana                                                   | 1948           | —*                                   | 1949           | Desaparecido                                       | Desaparecido                               |
| Indianapolis Olympians                                                                                                  | Indianápolis, Indiana                                                   | 1949           | —†                                   | 1953           | Desaparecido                                       | Desaparecido                               |
| Miami Heat | Miami, Florida                                                          | 1988           | —†                                   | 1989           | Conferencia Este                                   | Conferencia Este                           |
| Milwaukee Bucks | Milwaukee, Wisconsin                                                    | 1970           | Conferencia Este                     | 1980           | Conferencia Este                                   | Conferencia Este                           |
| Orlando Magic | Orlando, Florida                                                        | 1990           | Conferencia Este                     | 1991           | Conferencia Este                                   | Conferencia Este                           |
| Pittsburgh Ironmen | Pittsburgh, Pensilvania                                                 | 1946           |                                      | 1947           | Desaparecido                                       | Desaparecido                               |
| Sheboygan Red Skins | Sheboygan, Wisconsin                                                    | 1949           | —*                                   | 1950           | Desaparecido                                       | Desaparecido                               |
| St. Louis Bombers | San Luis, Misuri                                                        | 1946           |                                      | 1949           | Central Division                                   | Desaparecido                               |
| Washington Capitols | Washington D. C.                                                        | 1947           | —†                                   | 1948           | Eastern Division                                   | Desaparecido                               |
| Waterloo Hawks | Waterloo, Iowa                                                          | 1949           | —*                                   | 1950           | Desaparecido                                       | Desaparecido                               |

Notas
- equipo fundador de la BAA
- † denota un equipo en expansión.
- ± denota equipo procedente de la American Basketball Association (ABA).
- * denota un equipo procedente de la National Basketball League (NBL)

### Equipos por división
| División Noroeste      | División Suroeste    | División Pacífico     |
| ---------------------- | -------------------- | --------------------- |
| Denver Nuggets         | Dallas Mavericks     | Golden State Warriors |
| Minnesota Timberwolves | Houston Rockets      | Los Angeles Clippers  |
| Oklahoma City Thunder  | Memphis Grizzlies    | Los Angeles Lakers    |
| Portland Trail Blazers | New Orleans Pelicans | Phoenix Suns          |
| Utah Jazz              | San Antonio Spurs    | Sacramento Kings      |

## Final
Los dos equipos que consiguen pasar primera ronda de playoffs y vencer en semifinales de conferencia, se enfrentan en una serie de siete encuentros para determinar el campeón de conferencia.
En la conferencia Oeste el equipo con más títulos es Los Angeles Lakers con 32.

### Trofeo
Al vencedor de la serie de la Final de Conferencia, que es el campeón de su conferencia y disputará las Finales de la NBA, se le hace entrega de un trofeo.
El trofeo rediseñado en la temporada 2021-22 con motivo del 75 aniversario de la NBA, y entregado por primera vez en los playoffs de 2022, en el Oeste lleva el nombre del mítico base: Oscar Robertson.
El trofeo levanta un balón de baloncesto de plata, dividido en cuatro secciones que representan la llegada a los playoffs, la victoria en la primera ronda, la victoria en las semifinales de conferencia y la victoria en las finales de conferencia. En la parte inferior se enumeran los equipos de cada conferencia, el logotipo de las finales de conferencia, y grabado en la base los resultados de cada ronda.

### MVP
Además, también desde la edición de los playoffs de 2022, se hace entrega del MVP de las Finales de Conferencia, el cual conmemora al mejor jugador de las series y en el Oeste lleva el nombre de la leyenda de los Lakers: Magic Johnson.
El trofeo levanta una bola de plata de ley, similar a los trofeos de los campeones de conferencia.

### Campeones oficiosos de la Conferencia Oeste
- 1947: Chicago Stags
- 1948: Baltimore Bullets
- 1949: Minneapolis Lakers
- 1950: Minneapolis Lakers
- 1951: Rochester Royals
- 1952: Minneapolis Lakers
- 1953: Minneapolis Lakers
- 1954: Minneapolis Lakers
- 1955: Ft. Wayne Pistons
- 1956: Ft. Wayne Pistons
- 1957: St. Louis Hawks
- 1958: St. Louis Hawks
- 1959: Minneapolis Lakers
- 1960: St. Louis Hawks
- 1961: St. Louis Hawks
- 1962: Los Angeles Lakers
- 1963: Los Angeles Lakers
- 1964: San Francisco Warriors
- 1965: Los Angeles Lakers
- 1966: Los Angeles Lakers
- 1967: San Francisco Warriors
- 1968: Los Angeles Lakers
- 1969: Los Angeles Lakers
- 1970: Los Angeles Lakers

### Campeones de la Conferencia Oeste
- 1971: Milwaukee Bucks
- 1972: Los Angeles Lakers
- 1973: Los Angeles Lakers
- 1974: Milwaukee Bucks
- 1975: Golden State Warriors
- 1976: Phoenix Suns
- 1977: Portland Trail Blazers
- 1978: Seattle SuperSonics
- 1979: Seattle SuperSonics
- 1980: Los Angeles Lakers
- 1981: Houston Rockets
- 1982: Los Angeles Lakers
- 1983: Los Angeles Lakers
- 1984: Los Angeles Lakers
- 1985: Los Angeles Lakers
- 1986: Houston Rockets
- 1987: Los Angeles Lakers
- 1988: Los Angeles Lakers
- 1989: Los Angeles Lakers
- 1990: Portland Trail Blazers
- 1991: Los Angeles Lakers
- 1992: Portland Trail Blazers
- 1993: Phoenix Suns
- 1994: Houston Rockets
- 1995: Houston Rockets
- 1996: Seattle SuperSonics
- 1997: Utah Jazz
- 1998: Utah Jazz
- 1999: San Antonio Spurs
- 2000: Los Angeles Lakers
- 2001: Los Angeles Lakers
- 2002: Los Angeles Lakers
- 2003: San Antonio Spurs
- 2004: Los Angeles Lakers
- 2005: San Antonio Spurs
- 2006: Dallas Mavericks
- 2007: San Antonio Spurs
- 2008: Los Angeles Lakers
- 2009: Los Angeles Lakers
- 2010: Los Angeles Lakers
- 2011: Dallas Mavericks
- 2012: Oklahoma City Thunder
- 2013: San Antonio Spurs
- 2014: San Antonio Spurs
- 2015: Golden State Warriors
- 2016: Golden State Warriors
- 2017: Golden State Warriors
- 2018: Golden State Warriors
- 2019: Golden State Warriors
- 2020: Los Angeles Lakers
- 2021: Phoenix Suns
- 2022: Golden State Warriors
- 2023: Denver Nuggets
- 2024: Dallas Mavericks
- 2025: Oklahoma City Thunder

Campeones de la NBA en negrita

### Títulos
- 32: Minneapolis / Los Angeles Lakers
- 9: Golden State / San Francisco Warriors
- 6: San Antonio Spurs
- 4: Houston Rockets
- 4: Atlanta / St. Louis Hawks
- 3: Seattle SuperSonics
- 3: Portland Trail Blazers
- 3: Phoenix Suns
- 3: Dallas Mavericks
- 2: Detroit / Ft. Wayne Pistons
- 2: Milwaukee Bucks
- 2: Utah Jazz
- 2: Oklahoma City Thunder

- 1: Chicago Stags
- 1: Baltimore Bullets
- 1: Sacramento Kings / Rochester Royals
- 1: Denver Nuggets